# Kanton Mortrée
Der Kanton Mortrée war von 1790 bis 2015 ein französischer Kanton im Arrondissement Argentan, im Département Orne und in der Region Normandie; sein Hauptort war Mortrée. Der Kanton war 158,07 km² groß und hatte (1999) 4026 Einwohner, was einer Bevölkerungsdichte von 26 Einwohnern pro km² entsprach. Er lag im Mittel 198 Meter über dem Meeresspiegel, zwischen 157 Meter in Saint-Loyer-des-Champs und 363 Meter in La Bellière.

## Gemeinden
Der Kanton bestand aus zehn Gemeinden:
| Gemeinde                | Einwohner Jahr | Fläche km² | Bevölkerungsdichte | Code INSEE | Postleitzahl |
| ----------------------- | -------------- | ---------- | ------------------ | ---------- | ------------ |
| Almenêches              | 698 (2013)     | –          | – Einw./km²        | 61002      | 61570        |
| La Bellière             | 121 (2013)     | –          | – Einw./km²        | 61039      | 61570        |
| Boissei-la-Lande        | 105 (2013)     | –          | – Einw./km²        | 61049      | 61570        |
| Le Château-d’Almenêches | 209 (2013)     | –          | – Einw./km²        | 61101      | 61570        |
| Francheville            | 158 (2013)     | –          | – Einw./km²        | 61176      | 61570        |
| Marmouillé              | 162 (2013)     | –          | – Einw./km²        | 61253      | 61240        |
| Médavy                  | 152 (2013)     | –          | – Einw./km²        | 61256      | 61570        |
| Montmerrei              | 538 (2013)     | –          | – Einw./km²        | 61288      | 61570        |
| Mortrée                 | 1.100 (2013)   | –          | – Einw./km²        | 61294      | 61570        |
| Boischampré             | 1.202 (2013)   | –          | – Einw./km²        | 61375      | 61570        |

## Bevölkerungsentwicklung
| 1962 | 1968 | 1975 | 1982 | 1990 | 1999 | 2006 |
| ---- | ---- | ---- | ---- | ---- | ---- | ---- |
| 3819 | 4068 | 3721 | 3776 | 3985 | 4026 | 4068 |

## Ehemalige Gemeinden
Folgende, heute nicht mehr existierende Gemeinden lagen im Kanton Mortrée:
- Bray et Marigny wurde zwischen 1795 und 1800 in die Gemeinde O eingegliedert. Diese wurde dann in Mortrée umbenannt.
- Saint-Hippolyte wurde 1822 nach Almenêches eingegliedert.
- Le Repos wurde 1822 nach Médavy eingegliedert.
- Marcei, Saint-Christophe-le-Jajolet, Saint-Loyer-des-Champs und Vrigny wurden am 1. Januar 2015 zur neuen Gemeinde Boischampré zusammengeschlossen.